# الخربة (يريم)

تعديل مصدري - تعديل

الخربة هي إحدى قرى عزلة بني مسلم بمديرية يريم التابعة لمحافظة إب، بلغ تعداد سكانها 621 نسمة حسب تعداد اليمن لعام 2004.